# Cerro del Villar
El yacimiento arqueológico correspondiente a la ciudad fenicia del Cerro del Villar está situado en la desembocadura del río Guadalhorce en el término municipal de Málaga (España). 

## Historia
El yacimiento fue descubierto en los años 60 y ha sido objeto de excavaciones arqueológicas desde 1987. Los trabajos han puesto al descubierto una ciudad fenicia de grandes proporciones situada en una antigua isla en el delta del río Guadalhorce. 
La ciudad fenicia, fundada en el siglo IX a. C. y abandonada posiblemente en el año 584 a. C. según la tesis de Enrique del Pino, apoyada por Juan Manuel Muñoz Gambero, descubridor del yacimiento del Cerro del Villar. Más tarde, a raíz de las violentas inundaciones provocadas por la intensa desforestación llevada a cabo en el territorio, como consecuencia de la transformación del bosque en zona de cultivo y la utilización de grandes cantidades de madera como combustible para la producción de cerámica y de metales, así como para la construcción naval y urbanística. 
Las excavaciones arqueológicas han revelado que se trata de un asentamiento fenicio, con una trama urbana compleja, con una estructura formada por grandes viviendas, con calles porticadas con posibles áreas de mercado, restos de edificaciones portuarias, una posible muralla y un cinturón industrial. Todos ellos rasgos urbanísticos más propios de una ciudad que de una simple colonia. 
El buen estado de conservación de los restos arquitectónicos y urbanísticos de la ciudad, no sólo en lo que se refiere a elementos constructivos, sino también a enseres domésticos, constituye un aporte de información de gran valor para la reconstrucción de la vida diaria de la ciudad.
No se han producido nuevas excavaciones desde el año 2003, las cuales fueron dirigidas por María Eugenia Aubet. Sin embargo, la Universidad de Málaga ha llevado a cabo varias iniciativas en dicho asentamiento, entre ellas un estudio del terreno llevado a cabo por el profesor de historia antigua Manuel Álvarez Martí-Aguilar. Dicho estudio, realizado en 2021, se realizó con el objetivo de investigar los desastres naturales que afectaron al asentamiento. Fue parte del proyecto TSUNIBER, el cual quería investigar todos los terremotos y tsunamis ocurridos en la Edad Antigua en el ámbito peninsular. Por ello, se reabriría el llamado corte 5 para llevar a cabo el estudio de los sedimentos allí encontrados.
En Agosto del año 2023, comenzó una nueva campaña de excavación dirigida por el profesor de la Universidad de Málaga José Suárez Padilla en la que se hicieron nuevos hallazgos. Esos descubrimientos han sido compartidos en público en diferentes conferencias y ruedas de prensa. En cuanto a la hemeroteca, el diario SUR de Málaga ha documentado la última campaña de excavación.